# Onvoorziene Omstandigheden
Onvoorziene Omstandigheden was een Vlaams improvisatieprogramma dat van 1994 tot 1995 op TV2 (het huidige Canvas) liep en gepresenteerd werd door Mark Uytterhoeven.

## Concept
Het programma was gebaseerd op het soortgelijke Engelse improvisatieprogramma Whose Line Is It Anyway?. Een team van tien vaste acteurs moest improviseren rond situaties, emoties en personages die door de presentator en/of het studiopubliek werden gesuggereerd. Ad Cominotto zorgde voor de muzikale begeleiding.
De kandidaten waren geselecteerd uit leden van de Belgische Improvisatie Liga. Zo maakten veel acteurs die later bekend zouden worden hier hun televisiedebuut: Tom Lenaerts, Johan Terryn, Ineke Nijssen, Michiel Devlieger, Bart Klein, Geert Willems, Jeanne Pennings en anderen.
Onvoorziene Omstandigheden won tweemaal Humo's Prijs van de Kijker, respectievelijk in 1994 en 1995.
De acteurs toerden ook langs culturele centra met de voorstelling Gorillatheater, gebaseerd op dezelfde formule. De naam Gorillatheater verwijst naar de improvisatieformule die bedacht werd door Keith Johnstone.

## Opvolgers
In 2001 presenteerde Johan Terryn een soortgelijk programma op Canvas genaamd De Rederijkers en in 2013 keerde Uytterhoeven opnieuw terug met een improvisatieprogramma, dit keer op de zender VIER, genaamd Spelen met uw Leven.